# Chilgok
Quận Chilgok (Hán-Việt: Tất Cốc) là một quận ở đạo (tỉnh) Gyeongsang Bắc, Hàn Quốc. Quận này có diện tích 451 km², dân số 107.158 người.  Quận lỵ là ấp Waegwan (Oa Quán).  Người dân địa phương nổi tiếng có Shin Ryu (Thần Lưu).